# 破壞挪威德軍重水廠
破壞挪威德軍重水廠行动（The Norwegian heavy water sabotage）是二戰期間挪威一系列破壞重水（氧化氘）的行動，以防止德國發展核能項目。
1934年，在韋莫克，挪威海德魯公司建成第一所能生產重水，作為生產化肥副產品的商業工廠，年產量為12噸（13短噸）。二戰期間，盟軍決定移除重水和破壞重水廠，以抑制納粹發展核武器。襲擊的目的是挪威泰勒馬克尤坎瀑布的60兆瓦韋莫克電站。
在德國入侵丹麥和挪威（1940年4月9日）前，Deuxième（法國軍事情報）在當時仍然中立的挪威韋莫克工廠移除185公斤重水（408磅）。該工廠的總經理奧貝爾同意在戰爭期間把重水借給法國。法國運輸偷偷運到奧斯陸、珀斯、蘇格蘭，然後到法國。之後重水廠仍然能夠生產重水。[2]
盟軍仍然關注的是，德軍將使用該設施產生更多的重水以支持他們的武器計劃。從1940年至1944年，一系列的破壞行為，由挪威抵抗運動，以及盟軍的轟炸，保證工廠受到破壞和生產重水的損失。這些行動，代號為「松雞」，「大一」和「岡納賽德」（Gunnerside），最終在1943年初破壞了工廠的生產。
在「松雞」行動中，英國特種作戰執行部隊（SOE）成功透過四位挪威公民作為先遣隊，在哈當厄爾高原的工廠上面區域監視。後來在1942年的「大一」行動中投入了英國傘兵但不成功；他們約會與挪威抵抗組織聯絡，繼續「松雞」行動並前往韋莫克，但這次嘗試失敗，其中一架拖行滑翔機的哈利法克斯轟炸機錯誤投放滑翔機，使滑翔機在到達目的地前墜毀，所有參與者被打死或被俘，俘虜的審問程序由蓋世太保執行。
1943年，一隊SOE培訓挪威突擊隊成功地進行第二次嘗試，「岡納賽德行動」破壞生產設施。岡納賽德行動後來被SOE評為二戰中進行破壞任務的最成功行動。[3]
這些行動之後盟軍繼續進行轟炸。德國人選擇停止運作重水廠並把其餘重水運回德國。挪威抵抗組織在廷湖炸沉渡輪，以防止重水被搬走。

### 接近發展中武器

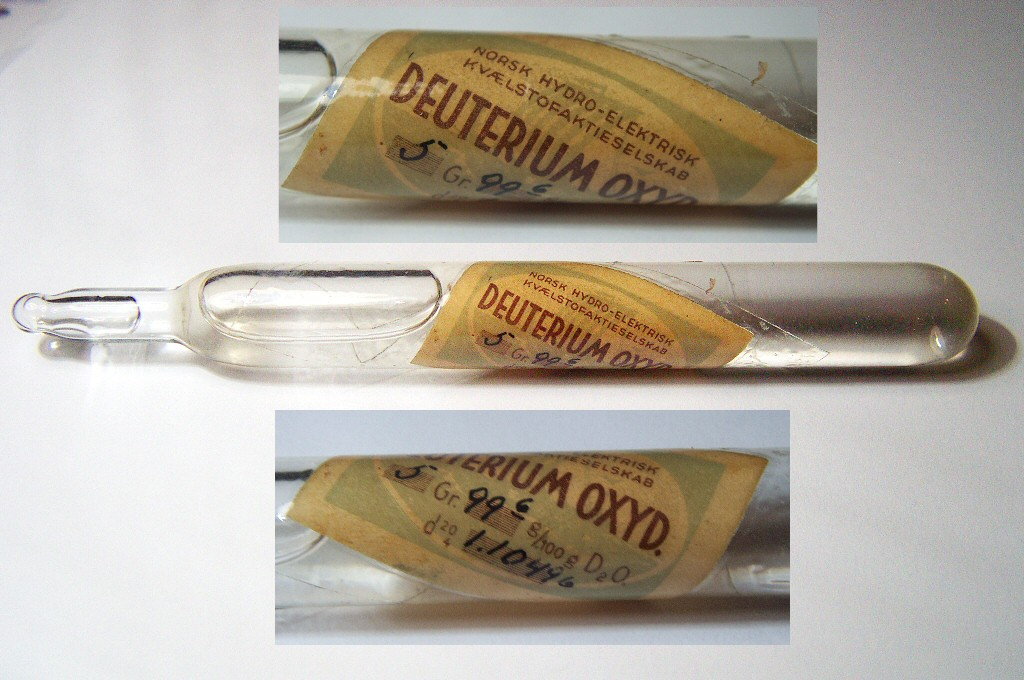
該重水廠生產的重水。

## 參與SOE挪威反抗軍特工列表
第1位廠內特工
Einar Skinnarland
代號「松雞燕子特工團隊」
Jens Anton Poulsson
Arne Kjelstrup
Knut Haugland
Claus Helberg
突擊隊
Joachim Rønneberg
Knut Haukelid
Fredrik Kayser
Kasper Idland
Hans Storhaug
Birger Strømsheim
(Leif Tronstad) (謀略者，人於英國遙控)
Tinnsjø湖廠特工團隊
Knut Haukelid, alias "Bonzo"
Rolf Sørlie (地方反抗軍)
Einar Skinnarland (基層無線電發報員)
Gunnar Syverstad (廠區實驗室研究員)
Kjell Nielsen (廠區運輸經理)
(“Larsen”) (廠區主工程師)
(NN) (汽車調度及駕駛員)

## 相關作品与评论
在战地V中，战争故事的第二章节“北极光”即以此事为原型，但经过了大量的修改导致剧情十分不符合实际情况。
瑞典的力量金屬樂團薩巴頓(Sabaton)專輯《Coat of Arms》的第七首歌《破壞者(Saboteurs)》即以此事為原型。專輯發行後，挪威海德魯公司的發電廠代表聯繫了樂團，並贈送了他們一瓶重水。
電視劇
The_Heavy_Water_War （页面存档备份，存于）

## 外部連結
- NOVA: Hitler's Sunken Secret （页面存档备份，存于）
- A slide show from a CNN report about the raids
- Vemork Raid
- Operation Freshman
- Norsk Hydro's official site on Rjukan during the war
- Interview with Joachim Rønneberg （页面存档备份，存于）
- The Assault Glider Trust （页面存档备份，存于）
- Operation Freshman memorial at RAF Skitten （页面存档备份，存于）
- Operation Freshman roll of honour, awards and images. （页面存档备份，存于）
- Documentary: The Real Heroes of Telemark